# Microgramma lindbergii
Microgramma lindbergii là một loài thực vật có mạch trong họ Polypodiaceae. Loài này được (Mett. ex Kuhn) de la Sota miêu tả khoa học đầu tiên năm 1961.